# Diebold Schilling le Jeune
Pour les articles homonymes, voir Diebold Schilling le Vieux et Schilling.

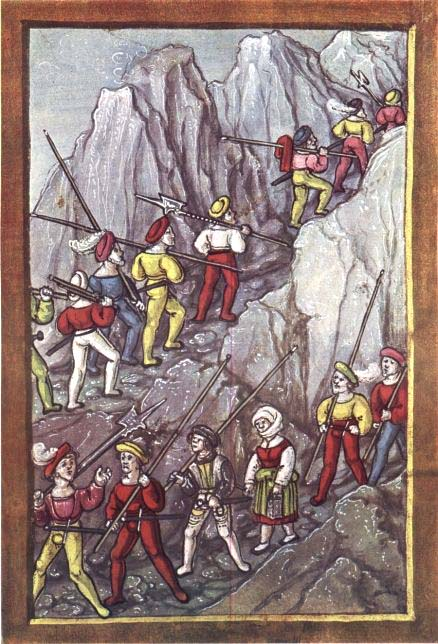
Mercenaires suisses traversant les Alpes après le saccage de Crémone en 1499

Diebold Schilling le Jeune ou « le Mineur », né en 1460 à Haguenau et mort le 3 novembre 1515 à Lucerne, est un chroniqueur, auteur de la Chronique de Lucerne. Il la présente, incomplète, le 15 janvier 1513 au concile de Lucerne.

## Biographie
Diebold Schilling le Jeune est le neveu de Diebold Schilling le Vieux de Berne et le fils de Hans. Schilling le Vieux est également l'auteur de plusieurs chroniques. Contrairement à son père Hans, Schilling est un aventurier et n'hésite pas à dilapider sa fortune à la cour de Matthias Ier de Hongrie avant de revenir ruiné en 1488. 
Diebold est secrétaire à Lucerne en 1479 et devient prêtre en 1481. Toutefois, son comportement incompatible avec sa charge force le conseil de la ville à l'enfermer dans une tour en 1487, cellule où il reste détenu pendant deux ans. Après avoir promis d'adopter une attitude digne à l'avenir, les autorités décident de le libérer. Mais ces bonnes résolutions ne sont que de courte durée. Lors d'une altercation dans une taverne, il tue un homme et est condamné à célébrer une messe chaque année en souvenir de sa victime. 
Schilling est un farouche opposant de la France. Il accuse en particulier les Bernois et son confrère chroniqueur Petermann Etterlin, d'être à la solde des Français. Les sympathies de Schilling sont pour Maximilien Ier du Saint-Empire, l'empereur l'invite au Reichstag de Constance en 1507. En tant qu'auteur et historiographe, les contributions les plus importantes de Schilling concernent les années 1507-1509.